# Моніка Лінкіте
Моніка Лінкіте (лит. Monika Linkytė; нар. 3 червня 1992) — литовська співачка і авторка пісень. Представляла Литву на Євробаченні 2015 у дуеті з Вайдасом Баумілою виконали пісню «This Time» і посіли 18 місце. Брала участь у конкурсі «Нова хвиля 2014» і була фіналісткою другого сезону «Lietuvos Balsas» («Голос»). Представляла Литву на Євробаченні 2023.
Раніше Лінкіте брала участь у відборах в Литві на Євробачення у 2010, 2011, 2012, 2013, 2014 та на дитячому Євробаченні в 2007 році.

## Ранні роки життя та освіта
Лінкіте народилася 3 червня 1992 року в Гаргждаї. Закінчивши гімназію, вона переїхала до Вільнюса. У Вільнюському університеті, вивчала охорону здоров'я, але після трьох семестрів залишила навчання. У 2014 році вона почала вивчати право у тому ж навчальному закладі, але у 2016 році поїхала здобувати музичну освіту в Британський та Ірландський інститути сучасної музики в Лондоні.

## Кар'єра
У 2007 році Лінкіте брала участь у національному відборі Литви на дитяче Євробачення 2007, коли їй було 15 років. Пізніше вона повернулася на відбір Євробачення у 2010 році, коли виступала з піснею «Give Away». Вона пройшла кваліфікацію з першого півфіналу та посіла десяте місце у фіналі. Згодом вона брала участь у литовському відборі Євробачення 2011 та 2012, посівши четверте та третє місця у фіналі з піснями «Days Go By» та «Happy» відповідно. Вона посіла друге місце у другому сезоні Lietuvos Balsas, литовської версії Голос.
У 2013 р. Лінкіте продовжувала брати участь на відборі Євробачення, змагаючись із піснею «Baby Boy», написаною Сашею Сон. Її змусили відмовитись від змагань після другого півфіналу через перенесений ларингіт. Наступного року вона брала участь у відборі та посіла четверте місце. Потім вона представляла Литву в змаганнях «Нова хвиля 2014», посівши четверте місце. Наступного року вона брала участь у відборі, а також подала на конкурс власну пісню «Skęstu». Хоча пісня була ліквідована під час шостого шоу, вона продовжила перемагати у конкурсі, виконуючи пісню "This Time» з Вайдасом Баумілою. Лінкіте та Бауміла продовжували представляти Литву на Євробаченні-2015 у Відні, де пройшли кваліфікацію з другого півфіналу на сьомому місці, а потім зайняли 18 місце у фіналі.
Після Євробачення Лінкіте випустила сингл «Po dangum», який у Литві став сертифікованим платиновим. Її дебютний студійний альбом «Прогуляйся зі мною» вийшов 17 вересня 2015 р., а також був сертифікованим платиновим. Вона виграла з цим альбомом нагороду на найбільшій музичній церемонії нагородження в Литві 2015 M.A.M.A. Awards. Була номінована ще раз на премію 2016 року.
Представляла Литву на Євробаченні 2023, де зайняла 11 місце, отримавши 127 балів.

## Дискографія

### Студійні альбоми
| Заголовок    | Деталі                                                                                                | Сертифікація   |
| ------------ | --- | -------------- |
| Walk with Me | - Випущено: 17 вересня 2015 року - Етикетка: Gyva Muzika - Формат: цифрове завантаження, компакт-диск | - LIT: Платина |

#### Мініальбоми
- Стара любов (2018)

### Сингли
| Назва                             | Рік  | Пікові позиції діаграми | Сертифікація   | Альбом               |
| Назва                             | Рік  | AUT                     | Сертифікація   | Альбом               |
| --------------------------------- | ---- | ----------------------- | -------------- | -------------------- |
| «Give Away»                       | 2010 | -                       |                | Сингли поза альбомом |
| «Days Go By»                      | 2011 | -                       |                | Сингли поза альбомом |
| «Happy»                           | 2012 | -                       |                | Сингли поза альбомом |
| «Baby Boy»                        | 2013 | -                       |                | Сингли поза альбомом |
| «Skęstu»                          | 2014 | -                       |                | Walk with Me         |
| «This Time» (з Вайдасом Баумілою) | 2015 | 59                      |                | Walk with Me         |
| «Po dangum»                       | 2015 | -                       | - LIT: Платина | Walk with Me         |
| «Žodžių nereikia»                 | 2015 | -                       |                | Walk with Me         |
| «Krentu žemyn»                    | 2016 | -                       |                | Walk with Me         |
| «Padovanojau»                     | 2016 | -                       | - LIT: Золото  | В очікуванні         |
| «Šviesõs»                         | 2016 | -                       |                | В очікуванні         |
| «Prisimink mane»                  | 2016 | -                       |                | В очікуванні         |
| «Leisk man pasiklyst»             | 2017 | -                       |                | В очікуванні         |
| «Gal tai meilė?»                  | 2017 | -                       |                | В очікуванні         |
| «O tu?»                           | 2018 | -                       |                | В очікуванні         |

## Нагороди та номінації
| Рік  | Премія         | Категорія             | Робота       | Результат | Посилання |
| ---- | -------------- | --------------------- | ------------ | --------- | --------- |
| 2015 | M.A.M.A Awards | Найкращий поп-виступ  | —            | Номінація | [ 18 ]    |
| 2015 | M.A.M.A Awards | Кращий альбом         | Walk with me | Перемога  | [ 18 ]    |
| 2015 | M.A.M.A Awards | Найкраща пісня        | Po dangum    | Перемога  | [ 18 ]    |
| 2015 | M.A.M.A Awards | Кращий жіночий виступ | -            | Перемога  | [ 18 ]    |
| 2016 | M.A.M.A Awards | Кращий жіночий виступ | -            | Номінація | [ 19 ]    |